# Isabella av Foix
Isabella av Foix, död 1428, var en fransk feodalherre. Hon var regerande grevinna av Foix mellan 1399 och 1428. Hon var därmed även regerande medfurste av Andorra, ett furstendöme som då sedan länge låg i personalunion under greven av Foix.